# Sepp Puschnig
Josef »Sepp« Puschnig, avstrijski hokejist, * 12. september 1946, Celovec, Avstrija.
Puschnig je svojo celotno klubsko kariero igral za celovški EC KAC v avstrijski ligi, kjer je v trinajstih sezonah dosegel odigral 299 prvenstvenih tekem, na katerih je dosegel 190 golov in 296 podaj, ter osvojil dvanajst naslovov avstrijskega državnega prvaka, v sezonah 1963/64, 1964/65, 1965/66, 1966/67, 1967/68, 1968/69, 1969/70, 1970/71, 1971/72, 1972/73, 1973/74, 1975/76.
Za avstrijsko reprezentanco nastopil na treh olimpijskih igrah in enajstih svetovnih prvenstvih, skupno pa je za reprezentanco odigral 123 tekem, na katerih je dosegel 50 golov in 55 podaj. 
Leta 1999 je bil sprejet v Mednarodni hokejski hram slavnih.